# بلال محسني
بلال محسني (بالفرنسية: Bilel Mohsni)‏ (مواليد 21 يوليو 1987) هو لاعب كرة قدم تونسي.

## الألقاب
ساوث إند يونايتد
- كأس جونستون بينت: 2013 (الوصيف) [2]

رينجرز
- الدوري الاسكتلندي الدرجة الثالثة: 2013-14 [3]

## روابط خارجية
- بلال محسني على موقع قاعدة بيانات كرة القدم.إي يو (الإنجليزية)
- بلال محسني على موقع ناشيونال فوتبول تيمز (الإنجليزية)
- بلال محسني على موقع Soccerbase.com (لاعب) (الإنجليزية)
- بلال محسني على موقع Soccerway.com (الإنجليزية)
- صفحة اللاعب على موقع نادي رينجرز